# Loxonia
Loxonia é um género botânico pertencente à família Gesneriaceae.

## Sinonímia
Loxophyllum

## Espécies
- Loxonia acuminata
- Loxonia alata
- Loxonia burttiana
- Loxonia decurrens
- Loxonia discolor
- Loxonia hirsuta